# Bjarkamál

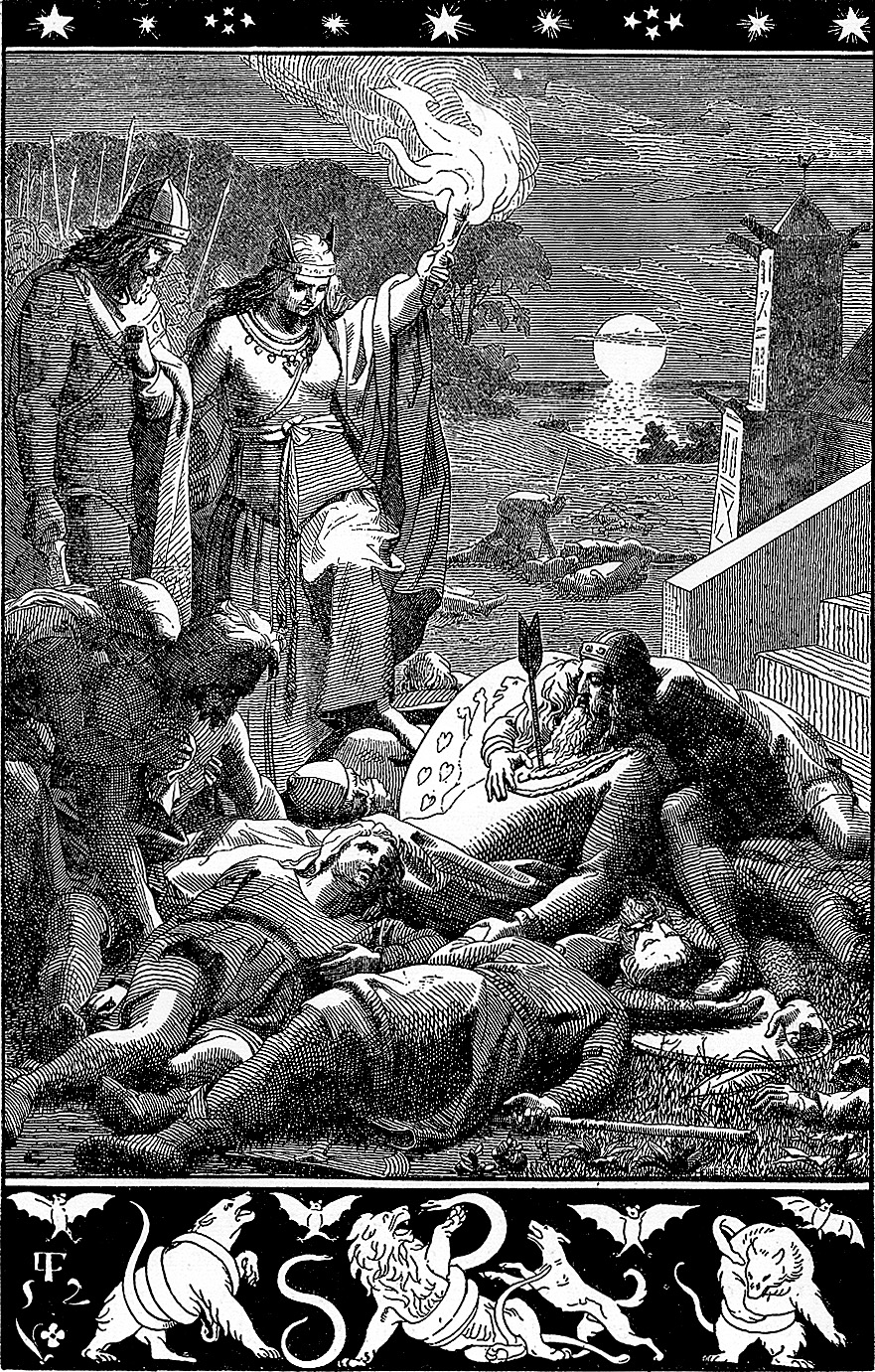
Rolf krakes död. Illustration av Lorenz Frølich, 1856.

Det gamla Bjarkamál (Bjarkamál in fornu) är en anonym nordisk hjältedikt på málaháttr (en variant av fornyrdislag) som troligen tillkommit på 900-talet. Kvädet är i dag förlorat, men ett fåtal strofer har bevarats i Snorre Sturlassons skrifter. Kvädets inledning citeras i Olav den heliges saga i Heimskringla, tre strofer finns i Skáldskaparmál och ytterligare ett par fragment finns i Laufás-Edda. Diktens handling har bevarats i en latinsk version på 298 hexametrar i Saxo Grammaticus Gesta Danorum, bok 2. De flesta av de händelser, som Saxo beskriver, omtalas också i Rolf krakes saga (Hrólfs saga kraka).
Enligt Fostbrödrasagan och Heimskringla kvad Tormod Kolbrunarskald det gamla Bjarkamál på morgonen inför slaget vid Stiklastad (1030) så högt att det hördes över hela hären. Kvädet blev mycket uppskattat och kom då att kallas Húskarlahvǫt (hirdmännens eggelse).

## Diktens bakgrund och handling
Danernas kung, Rolf krake, hade en syster vid namn Skuld. Hon var gift med sveakungen Hjörvard, som Rolf med list gjort till skattskyldig lydkonung. Drottningen kunde dock inte finna sig i makens lägre rang utan övertalade honom att dräpa hennes bror och ta hans rike. Tillfället kom när Rolf krake tre år senare bjöd in dem till gästabud på kungsgården Lejre i samband med att skatten skulle betalas. Hjörvard och Skuld hade då i sitt följe en stor hop råbarkade illgärningsmän. För att inte röja sina avsikter hade de dolt vapnen i de skepp/vagnar där skatten förvarades. De sammansvurna deltog i festen men höll sig nyktra, och när deras värdar somnat gick de till angrepp. Kung Rolf och hela hans hird nedkämpades. Hjörvard och Skuld bemäktigade sig därefter Danmark men blev senare genom svek själva mördade.
Det är om detta nattliga överfall på Lejre, och kungens fall, som Bjarkamál handlar. Diktens bärande tema är hirdens trohet mot sin kung; hur krigarna hellre väljer döden än att överleva sin herre. Enligt Saxo har dikten varit utformad som en dialog mellan två av Rolf krakes tolv bärsärkar, Hjalte och Bjarke. Dikten inleds med att Hjalte, som är den som först upptäcker faran, väcker Bjarke och den övriga hirden:
Vakne nu, vakne
männerna alla.
– – –
Ej till vin jag er väcker,
eller vänslan med mör.
Här stundar Hilds [=stridens]
hårda lekar.

## Hamnskiftet
Enligt Saxo måste Bjarke väckas tre gånger medan striden rasar i kungsgården. Han förklarar inte varför hjälten är så svårväckt, men det får man veta i Rolf krakes saga. Medan Bjarke sover kämpar nämligen en väldig slagbjörn i spetsen för kung Rolfs bärsärkar. Den björnen är kungens bästa försvar, men när Bjarke vaknar så försvinner björnen och krigslyckan vänder. Det är alltså Bjarke själv som har kämpat i björnhamn. Hjalte förstår inte detta, och när han för tredje gången väcker den sovande så beseglar han i själva verket Lejres öde. Ty i mänsklig gestalt kan Bjarke inte uträtta mer än någon annan; det var i björnhamn som han var oövervinnlig. 
Hamnskiftesmotivet saknas hos Saxo, som undviker övernaturliga inslag, men måste ha funnits i det ursprungliga kvädet eftersom Bjarkes svårväckthet intar en så framträdande plats. Rolf krakes saga bör alltså i åtminstone detta avseende vara oberoende av Saxo, och sannolikt har dess författare haft en yngre  version av Bjarkamál som förlaga.

## Bjarkes död
Då striden ebbat ut finner Bjarkes hustru sin man döende på valplatsen. Hon improviserar nu en rit, varvid hon med armen tycks forma en öppning genom vilken den  hinsides världen kan skådas. Om han fäster blicken under hennes böjda arm ska han få se Oden, säger hon – men huruvida riten lyckas får vi inte veta. Bjarkes sista ord är mycket hotfulla: Om han får syn på den svekfulle guden så kommer han att dräpa honom som hämnd för Lejres fall.
Den rit som Saxo antyder är intressant därför att ett snarlikt förfarande också beskrivs av Ibn Faḍlān i samband med hur en trälkvinna förbereder sin död på en varjagisk hövdings likbål år 922. Här är  dock öppningen formad av en träram – Bjarkes hustru var tvungen att använda armen. En liknande ritual finns för övrigt omtalad i Sagan om Völse (Vǫlsa þáttr).
I Rolf krakes saga är slutet delvis annorlunda. Här påstås att det är drottning Skulds sejd som är orsak till Rolfs nederlag. De av hennes män som stupar reser sig på nytt och fortsätter kampen tills hären är full av draugar (levande lik). Bjarke anar draugadrottens (Odens) närvaro men ser honom inte utan klagar att om han bara finge syn på guden så skulle denne inte lämna Lejre levande. Någon dödsrit omtalas inte.

## Litterära förebilder
Det har gjorts gällande att Saxo då han återger Bjarkamáls innehåll på latin kan ha inarbetat element från Æneidens andra sång, som handlar om Trojas fall. Och visst finns likheter, men de är få och ytliga. Både Troja och Lejre blev förrådda; till Troja smugglades infiltratörer i en ihålig trähäst, till Lejre smugglades vapen på skepp/vagnar. Båda platserna överfölls dessutom på natten. Men vad dessa enskildheter beträffar skiljer sig inte Saxo från Rolf krakes saga.
Det är dock obestridligt att Saxo, då han överförde Bjarkamál till latin, låtit sig inspireras av Vergilius både beträffande formuleringar och valet av versmått.

## Bjarkamálsom dansk förebild
Handlingen i Bjarkamál är förlagd till danskt 500-tal, men den gamla tvistefrågan om dikten har tillkommit i Danmark, Norge eller på Island lär knappast gå att avgöra. I Danmark har dikten uppfattats som dansk, och den blev i efterdyningarna av Napoleonkrigen mycket omhuldad av den nationella väckelsen. Detta gäller i synnerhet inledningens uppfordran till det danska folket (egentligen Rolf krakes krigare) att vakna då orosmolnen hopas. Det var denna inledning som gav Grundtvig inspiration till sin suggestiva dikt Sol er oppe, 1817.
År 1903 utgav filologen och folkminnesforskaren Axel Olrik en uppmärksammad rekonstruktion av det gamla Bjarkamál så som det en gång kan ha sett ut. Versformen är i detta försök den norrönt ursprungliga, men språket är danska.